# Libero arbitrio

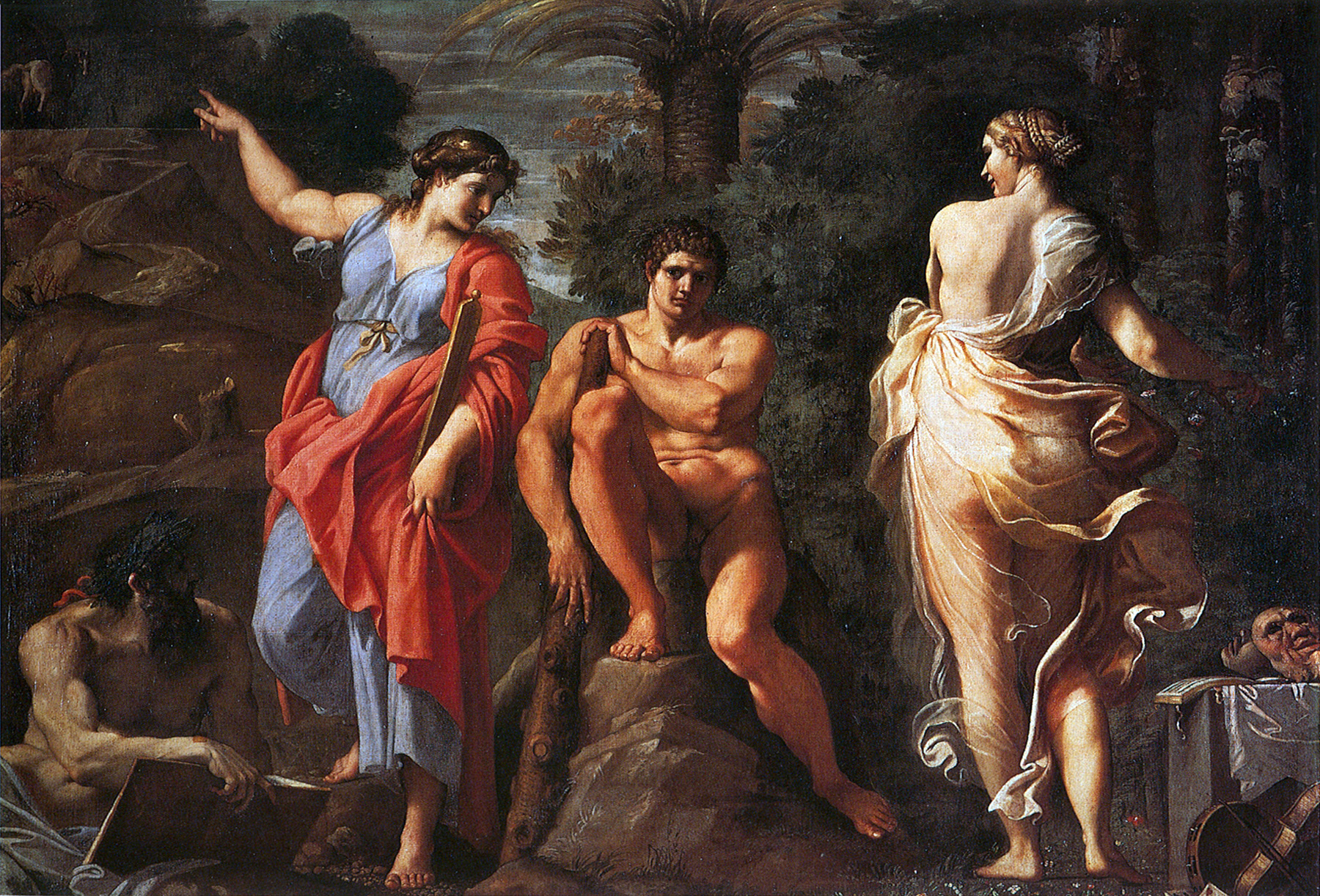
Ercole al bivio, dipinto di Annibale Carracci (1596), raffigurante l'indecisione dell'eroe fra le alternative della virtù e del vizio.

Il libero arbitrio è un concetto filosofico e teologico secondo il quale ogni persona ha il potere di decidere gli scopi del proprio agire e pensare, tipicamente perseguiti tramite volontà, nel senso che la sua possibilità di scelta ha origine nella persona stessa e non in forze esterne.
Ciò si contrappone alle varie concezioni secondo cui questa possibilità sarebbe in qualche modo predeterminata da fattori sovrannaturali (destino), o naturali (determinismo), per via dei quali il volere degli individui sarebbe prestabilito prima della loro nascita: si parla allora a seconda dei casi di predestinazione, servo arbitrio o fatalismo.

## Problematiche

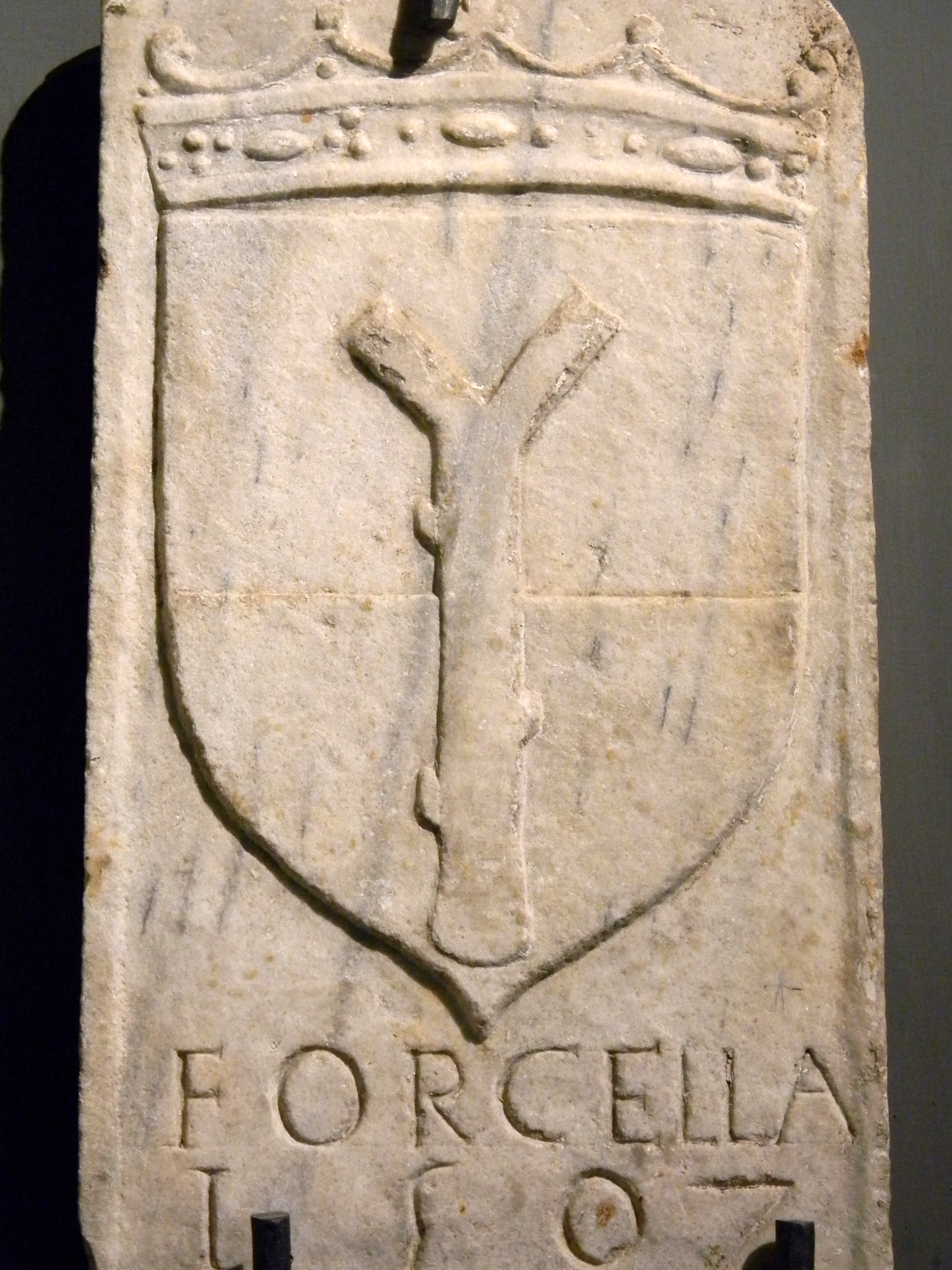
Stemma di Forcella raffigurante la Y pitagorica, che simboleggiava la possibilità di scelta tra i due opposti sentieri iniziatici del vizio e della virtù.

Il concetto di libero arbitrio ha implicazioni in campo religioso, etico e scientifico, dove pone diversi problemi:
- in campo religioso il libero arbitrio implica che la divinità, per quanto onnipotente e onnisciente, scelga di non utilizzare il proprio potere per condizionare le scelte degli individui;
- nell'etica questo concetto è alla base della responsabilità senza cui un individuo non potrebbe rispondere per le sue azioni;
- in ambito scientifico l'idea di libero arbitrio comporta un'indipendenza del pensiero, e quindi della mente, dalla pura causalità delle leggi scientifiche.

La questione ha ripercussioni anche nel diritto, dove il concetto di libero arbitrio e di responsabilità individuale sta alla base del codice di procedura civile e penale.

## Approccio filosofico e religioso
Il tentativo di conciliare il libero arbitrio dell'uomo con l'onniscienza e onnipotenza divine è stato uno dei maggiori problemi con cui è misurata la teologia cristiana.

### Agostino d'Ippona

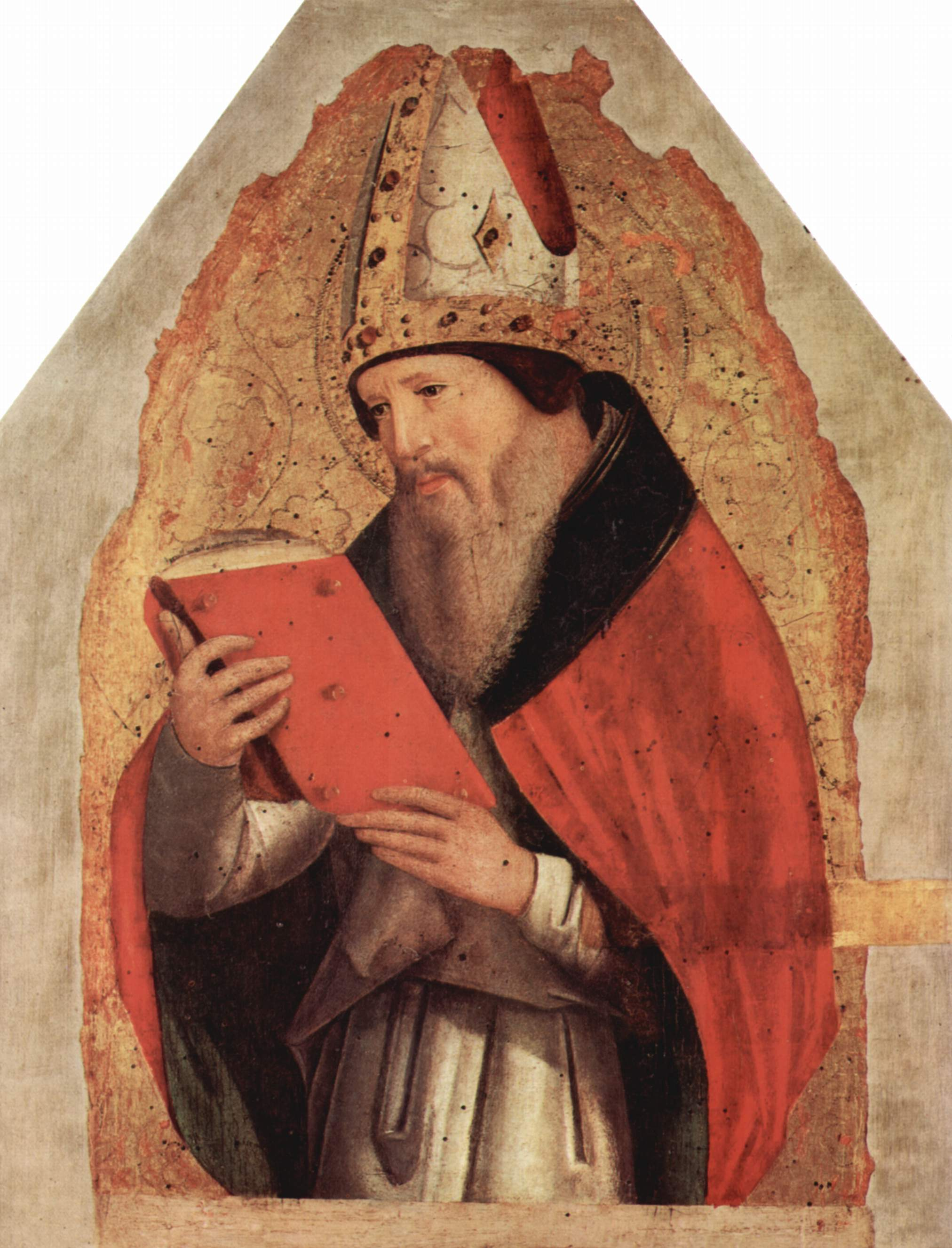
Agostino d'Ippona

Per risolverlo, Agostino d'Ippona distinse la libertà propriamente detta, ossia la capacità di dare realizzazione ai nostri propositi, dal libero arbitrio, inteso invece come la facoltà di scegliere, in linea teorica, tra opzioni contrapposte, ossia tra il bene e il male. Mentre cioè il libero arbitrio entrerebbe in gioco solo nel momento della scelta, rivolgendosi ad esempio al bene, la libertà sarebbe incapace di realizzarla.
In polemica contro Pelagio, Agostino poteva così sostenere che la volontà umana è stata irrimediabilmente corrotta dal peccato originale, che ha inficiato per sempre la nostra capacità di realizzare le nostre scelte, e quindi la nostra stessa libertà. A causa della corruzione, dunque, nessun uomo sarebbe degno della salvezza, ma Dio può scegliere gratuitamente chi salvare, elargendo la Sua grazia con cui gli infonde la volontà effettiva di perseguire la scelta del bene, volontà che altrimenti sarebbe facile preda delle tentazioni malvagie.
Agostino si rifaceva in proposito alle parole di Paolo di Tarso: «C'è in me il desiderio del bene, ma non la capacità di attuarlo; io infatti non compio il bene che voglio, ma il male che non voglio. Ora, se faccio quello che non voglio, non sono più io a farlo, ma il peccato che abita in me».
Nel De diversis quaestionibus ad Simplicianum Agostino approfondì la propria concezione filosofica, sostenendo che la grazia di Dio è necessaria non solo nel momento realizzativo, ma anche per illuminare l'uomo su cosa è il bene. Egli riportava così il problema di chi Dio scelga di salvare, e perché, all'originale teologia della giustificazione di Paolo di Tarso.

### La scolastica

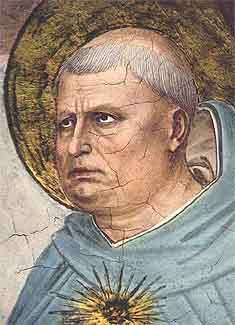
Tommaso d'Aquino

Del problema si occupò successivamente la scolastica cristiana. Secondo Tommaso d'Aquino, il libero arbitrio non è in contraddizione con la predestinazione alla salvezza, poiché la libertà umana e l'azione divina della Grazia tendono ad unico fine, ed hanno una medesima causa, cioè Dio. La volontà libera si distingue da quella non libera perché a differenza di quest'ultima si sottomette ai criteri della ragione, «essendo proprio della medesima potenza il volere e lo scegliere». Tommaso, come Bonaventura da Bagnoregio, sostenne inoltre che l'uomo ha sinderesi, ovvero la naturale disposizione e tendenza al bene e alla conoscenza di tale bene. Per Bonaventura tuttavia la volontà ha il primato sull'intelletto.
All'interno della scuola francescana di cui Bonaventura era stato il capostipite, Duns Scoto si spinse più in là, slegando il libero arbitrio da motivazioni razionali, ammettendo la possibilità che esso si determini sia in una direzione che in quella opposta. Il francescano Guglielmo di Ockham, infine, esponente della corrente nominalista, radicalizzò la teologia di Scoto affermando che l'essere umano è del tutto libero, e solo questa libertà può fondare la moralità dell'uomo, la cui salvezza però non è frutto della predestinazione, né delle sue opere. È soltanto la volontà di Dio che determina, in modo del tutto inconoscibile, il destino del singolo essere umano. Egli cioè concepì il libero arbitrio come «arbitrio dell'indifferenza» (arbitrium indifferentiae), ossia come puro arbitrio, indipendente da ogni motivazione passionale o razionale.
Il suo allievo Giovanni Buridano avrebbe illustrato questa posizione estrema con il celebre paradosso dell'asino a lui attribuito.

### Umanesimo e Rinascimento

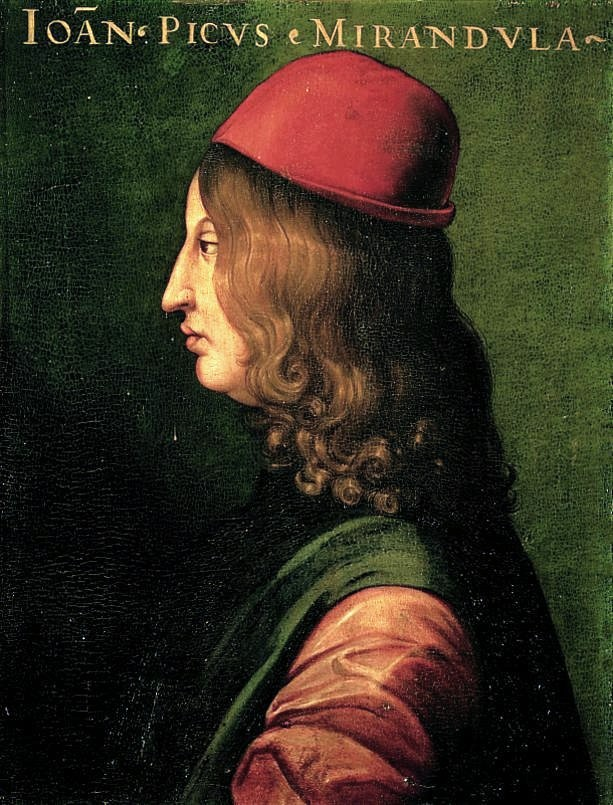
Pico della Mirandola

Su diversi presupposti culturali, l'età dell'Umanesimo e del Rinascimento portò a esaltare il valore della libertà umana, intesa ora come capacità di diventare arbitri del proprio destino, assumendo un ruolo attivo nell'universo, all'interno del quale Marsilio Ficino attribuiva all'uomo una posizione centrale, quella di copula mundi, cioè anello di congiunzione fra Dio e la dimensione terrestre.
Questo nuovo ideale di homo faber, detentore di un sapere non più soltanto contemplativo fine a se stesso, ma che racchiudeva un potere, funzionale all'azione, era ricondotto pur sempre ad un contesto sacro, non implicando sovvertimento dell'ordine naturale, quanto piuttosto la facoltà di trascenderlo personalmente.
Pico della Mirandola, ad esempio, celebrava la peculiarità dell'uomo proprio perché, a differenza di tutti gli altri esseri della «scala» gerarchica, ognuno dotato di caratteristiche già determinate per necessità, era l'unico a potersi forgiare da solo, e ad avere possibilità di scegliere se evolversi verso lo spirito o abbrutirsi verso la materia.
Non ti ho fatto né celeste né terreno, né mortale né immortale, perché di te stesso quasi libero e sovrano artefice ti plasmassi e ti scolpissi nella forma che avresti prescelto. Tu potrai degenerare nelle cose inferiori che sono i bruti; tu potrai, secondo il tuo volere, rigenerarti nelle cose superiori che sono divine".»
(Pico della Mirandola, Oratio de hominis dignitate, traduzione a cura di Eugenio Garin, Vallecchi, 1942, pp. 105-109)

### Le dispute tra Lutero, Erasmo, Calvino

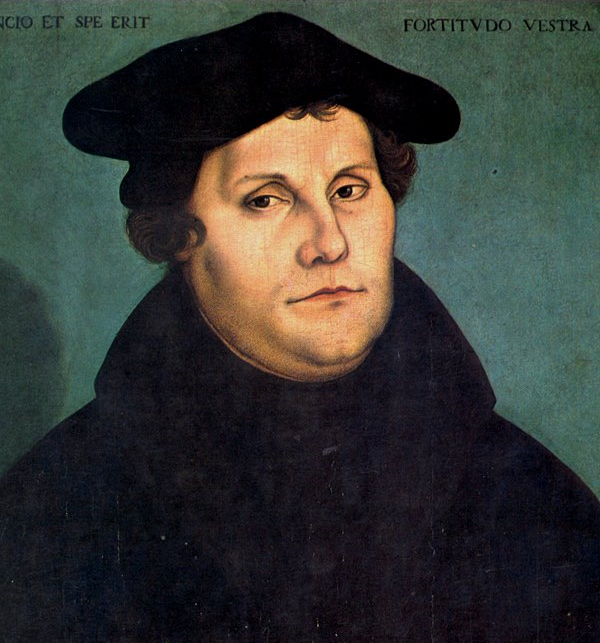
Martin Lutero

Con l'avvento della Riforma, Martin Lutero tornò a insistere sulla teoria della predestinazione, di cui si appropriò, negando alla radice l'esistenza del libero arbitrio: non è la buona volontà che consente all'uomo di salvarsi, ma solo la fede, infusa dalla grazia divina. È solo Dio, quello absconditus della tradizione occamista, a spingerlo in direzione della dannazione o della salvezza.
(Lutero, De servo arbitrio)

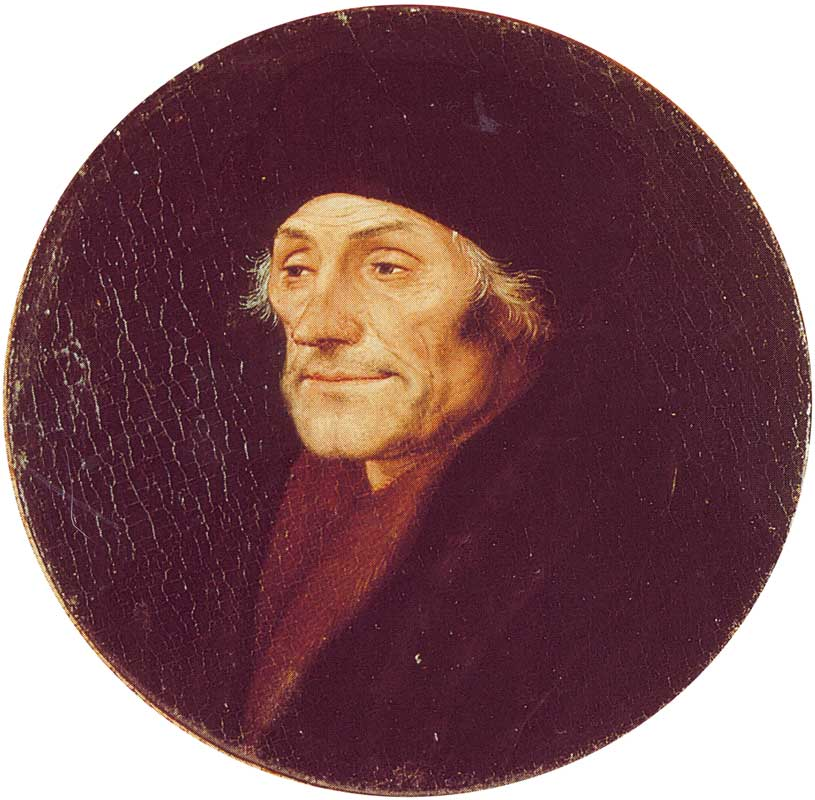
Erasmo da Rotterdam

Alla dottrina del servo arbitrio Erasmo da Rotterdam replicò che il libero arbitrio è stato sì viziato ma non distrutto completamente dal peccato originale, e che senza un minimo di libertà da parte dell'uomo la giustizia e la misericordia divina diventano prive di significato. Se infatti l'essere umano non avesse la facoltà di accettare o rifiutare liberamente la grazia divina che gli viene offerta, perché nelle Scritture sono presenti ammonimenti e biasimi, minacce di castighi ed elogi dell'obbedienza? Se inoltre, come predicava Lutero, l'uomo non ha bisogno di chiese e organi intermediari tra sé e Dio, ma è l'unico sacerdote di se stesso, come si concilia questa supposta autonomia con la sua assoluta impossibilità di scelta in ambito morale?
Particolarmente incisivo è l'esempio che Erasmo presenta per supportare la sua soluzione, quello di un padre e del suo figliolo che vuole cogliere un frutto: il padre alza nelle sue braccia il figlio che ancora non sa camminare, che cade e che fa degli sforzi disordinati; gli mostra un frutto posato davanti a lui; il bambino vuole correre a prenderlo, ma la sua debolezza è tale che cadrebbe se il padre non lo sostenesse e guidasse. È quindi solo grazie alla conduzione del padre (la Grazia di Dio) che il bambino arriva al frutto che sempre suo padre gli offre; ma il bambino non sarebbe riuscito ad alzarsi se il padre non l'avesse sostenuto, non avrebbe visto il frutto se il padre non glielo avesse mostrato, non sarebbe potuto avanzare senza la guida del padre, non avrebbe potuto prendere il frutto se il padre non glielo avesse concesso. Cosa potrà arrogarsi il bambino come sua autonoma azione? Malgrado non avrebbe potuto compiere nulla con le sue forze senza la Grazia, ha purtuttavia fatto qualcosa.
Ad una concezione estremamente volontaristica del libero arbitrio aderì invece Giovanni Calvino, che radicalizzò il concetto di predestinazione fino a interpretarlo in un senso rigorosamente determinista. È la Provvidenza a guidare gli uomini, indipendentemente dai loro meriti, sulla base della prescienza e onnipotenza divine. L'uomo tuttavia può ricevere alcuni "segni" del proprio destino ultraterreno in base al successo o meno ottenuto nella propria vita politica ed economica.

### La dottrina molinista e giansenista
Anche all'interno della Chiesa cattolica, che pure si era schierata contro le tesi di Lutero e Calvino, iniziarono una serie di dispute sul concetto di libero arbitrio. Secondo Luis de Molina la salvezza era sempre possibile per l'uomo dotato di buona volontà. Egli sostenne che:
- la prescienza di Dio e la libera volontà umana sono compatibili, poiché Dio può ben prevedere nella sua onnipotenza la futura adesione dell'uomo alla grazia da lui elargita;
- questo piano di salvezza si attua per una valenza positiva attribuita alla volontà umana, in quanto neppure il peccato originale ha spento l'aspirazione dell'uomo alla salvezza.

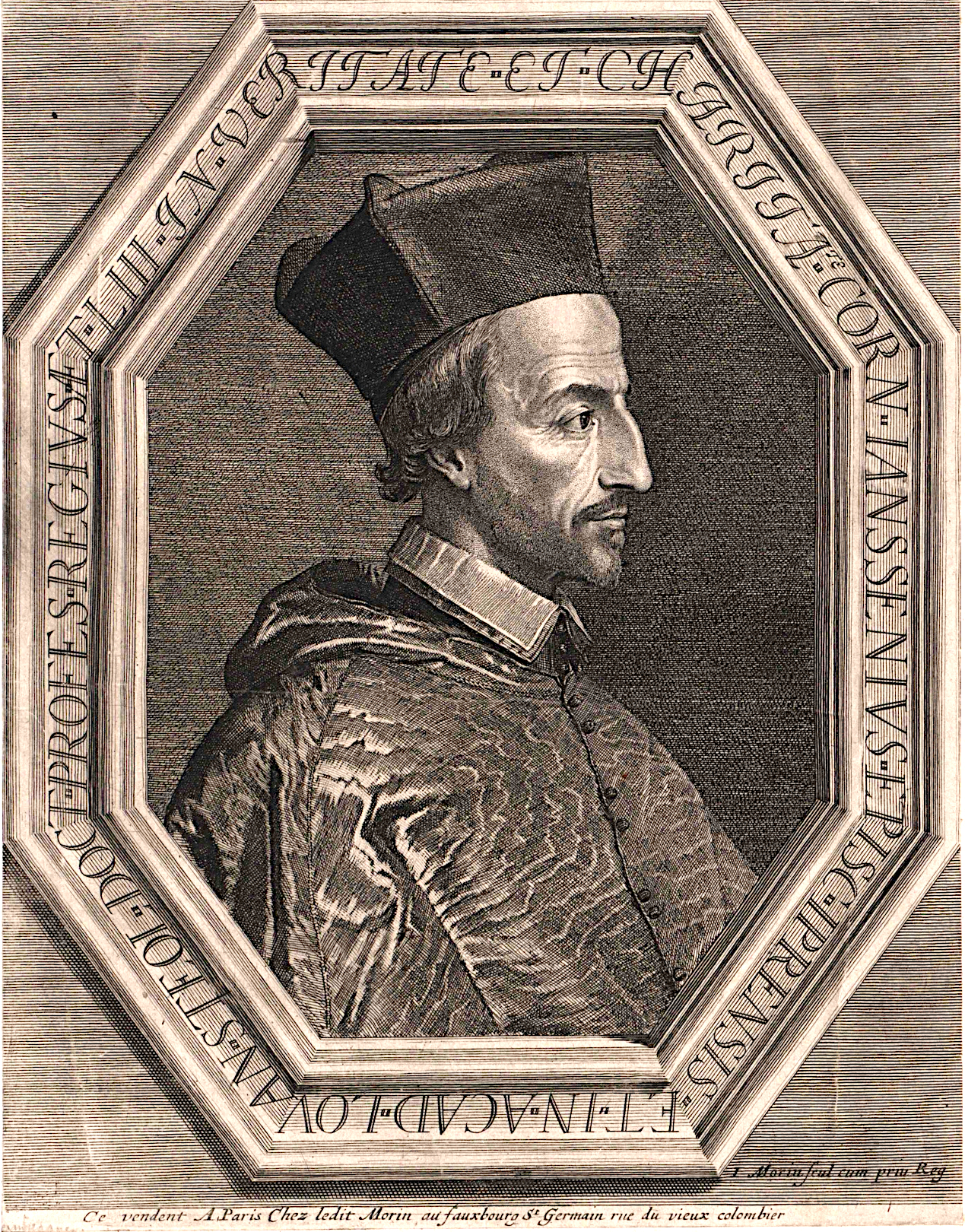
Giansenio

A lui si contrappose Giansenio, fautore di un ritorno ad Agostino: secondo Giansenio l'uomo è corrotto dalla concupiscenza, per cui senza la grazia è destinato a peccare e compiere il male; questa corruzione viene trasmessa ereditariamente. Il punto centrale del sistema di Agostino risiedeva per i giansenisti nella differenza essenziale tra il governo divino della grazia prima e dopo la caduta di Adamo. All'atto della creazione Dio avrebbe dotato l'uomo di piena libertà e della «grazia sufficiente», ma questi l'aveva persa con il peccato originale. Allora Dio avrebbe deciso di donare, attraverso la morte e resurrezione di Cristo, una «grazia efficace» agli uomini da lui predestinati, resi giusti dalla fede e dalle opere.

### Il libero arbitrio nel pensiero moderno
Il pensiero moderno ha assunto una visione razionalista con Cartesio, che definiva la libertà non come un puro e semplice «libero arbitrio d'indifferenza» ma come impegnativa scelta concreta di cercare la verità tramite il dubbio.
Mentre però Cartesio si arenò nella duplice accezione di res cogitans e res extensa, attribuendo assoluta libertà alla prima e passività meccanica alla seconda, Spinoza cercò di conciliarle riprendendo il tema stoico di un Dio immanente alla Natura, dove tutto avviene secondo necessità. La libera volontà dell'uomo dunque non è altro che la capacità di accettare la legge universale ineluttabile che domina l'universo. La libertà non sta nell'arbitrio, ma nell'assenza di costrizioni che consente ad esempio a una pianta di svilupparsi secondo le sue leggi: «Tale è questa libertà umana, che tutti si vantano di possedere, che in effetti consiste soltanto in questo: che gli uomini sono coscienti delle loro passioni e appetiti e invece non conoscono le cause che li determinano».

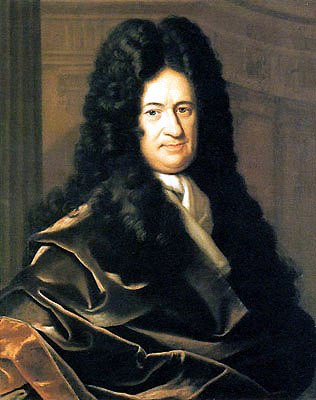
Leibniz

Leibniz cercò di darne una connotazione positiva dopo quanto espresso su questo tema da Spinoza, osservando che «quando si discute intorno alla libertà del volere o del libero arbitrio, non si domanda se l'uomo possa far ciò che vuole, bensì se nella sua volontà vi sia sufficiente indipendenza». Pur accettando l'idea della libertà come semplice autonomia dell'uomo, accettazione di una legge che egli stesso riconosce come tale, Leibniz voleva nel contempo mantenere la concezione cristiana della libertà individuale e della conseguente responsabilità. Per questo scopo egli concepiva la libertà fondata metafisicamente sulla "monade": nel senso che ogni individualità, pur essendo un'"isola" completamente separata dalle altre, compirebbe "liberamente" atti che si incastrano come pezzi di un mosaico negli atti corrispondenti delle altre monadi, in un tutto che è l'"armonia prestabilita" da Dio. Il libero arbitrio non è indifferenza per Leibniz, ma «determinazione secondo quanto la ragione considera il meglio».

## Dal positivismo al dibattito odierno
Dalla fine del Settecento, e sempre più con l'affermarsi del positivismo, la nascente comunità scientifica iniziò a sviluppare la credenza in un universo deterministico, nel quale cioè, date le condizioni iniziali di un processo fisico, o del quale siano note un certo numero di informazioni sufficienti, si fosse in grado di conoscerne l'esito e lo sviluppo con accuratezza assoluta, ovvero con certezza.
Già l'empirista anglosassone David Hume, nel Trattato sulla natura umana, si era proposto di conoscere scientificamente il «meccanismo regolare» delle passioni umane, «non meno delle leggi del moto, dell'ottica, dell'idrostatica o di qualsiasi branca della filosofia naturale». Hume riteneva che l'uomo fosse preda delle passioni al punto da ritenere la stessa ragione umana incapace di raffigurarsi obiettivamente il mondo, e che pertanto qualunque verità razionale, compresa l'autocoscienza del libero arbitrio, non avesse alcun valore oggettivo, ma risiedesse soltanto nella soggettività arbitraria del sentimento.
Con lo sviluppo della biologia, conseguente soprattutto alla scoperta del microscopio, l'essere umano iniziò ad essere concepito come un complesso sistema fisico composto da particelle, e successivamente molecole, che fanno uso di reazioni chimiche, fisiche, proprio come ogni altro sistema fisico nell'universo, e dunque ritenuto soggetto alle stesse leggi della fisica che conosciamo; sorse allora il problema di stabilire se tali reazioni materiali fossero l'effetto o piuttosto la causa della sua volontà.
Si venne in particolare scoprendo che il cervello umano sfrutta una serie di reazioni chimiche e chimico-fisiche che generano i campi elettrici e magnetici, tramite i quali avviene la comunicazione dei neuroni, quindi la decisione volontaria di un individuo potrebbe determinare queste reazioni, regolate a loro volta da leggi fisiche ben precise, oppure esserne determinata.
Il problema fu affrontato tra gli altri da Kant, il quale si fece sostenitore di una duplice visione: da un lato egli riteneva che l'uomo, in quanto appartenente al mondo empirico e sensibile, fosse naturalisticamente condizionato; dall'altro ammetteva la libertà come postulato dell'agire morale, a cui approssimare la propria condotta. Libertà e necessità, termini apparentemente inconciliabili, possono per Kant coesistere nel concetto di autonomia, quando l'uomo cerchi di obbedire ad una legge che egli stesso liberamente si è dato.
Una soluzione più pessimista fu formulata da Schopenhauer, il quale riteneva che l'agire umano fosse sottomesso ad una volontà cieca e imperscrutabile. La libertà dell'uomo è per lui illusoria, in quanto determinata di volta in volta da uno scopo stabilito a priori: «Si può fare ciò che si vuole, ma in ogni momento della vita si può volere solo una cosa precisa e assolutamente nient'altro che quella».
Il rifiuto dell'esistenza del libero arbitrio fu sostenuto anche da Nietzsche.

### Compatibilismo e incompatibilismo
Nell'ottica del positivismo ottocentesco, il libero arbitrio verrebbe a scontrarsi con il determinismo, ossia l'idea che tutte le situazioni che accadono nel presente e nel futuro siano una conseguenza necessaria causata dagli eventi precedenti.
Il compatibilismo (anche detto determinismo morbido) ammette tuttavia che l'esistenza del libero arbitrio sia compatibile con un universo deterministico, mentre all'opposto l'incompatibilismo nega questa possibilità. Il determinismo forte è una versione dell'incompatibilismo che accetta che tutto sia determinato, anche le azioni e la volontà umane.
Il libertarismo (in inglese, Libertarianism) si accorda con il determinismo forte solo nel rifiutare il compatibilismo; ma i libertari accettano l'esistenza di un certo libero arbitrio insieme con l'idea che esistano alcuni ambiti indeterminati della realtà.

### Determinismo e indeterminismo
Con l'avvento delle prime conoscenze in campo atomico, e soprattutto in seguito alla formulazione del principio di indeterminazione di Heisenberg, alla concezione deterministica propria della meccanica classica si è affiancata una concezione stocastica, basata sulla meccanica quantistica in grado di predire eventi solo in termini di probabilità, che non è più ritenuta il frutto di una conoscenza incompleta del sistema fisico, ma una caratteristica intrinseca del mondo quantistico.
Come il determinismo, tuttavia, anche l'indeterminismo venne utilizzato come argomento contro la possibilità del libero arbitrio. Se infatti il determinismo aveva finito per negare la libertà umana, i sostenitori dell'indeterminismo adesso attribuivano al caso la genesi delle nostre azioni, giungendo così ugualmente a negare che la volontà umana fosse libera, in quanto essendo soggetta a parametri irrazionali, risulterebbe incontrollabile.
L'argomento standard contro l'esistenza del libero arbitrio ebbe modo così di basarsi su due differenti opzioni, cioè sulle seguenti concezioni:
- l'interpretazione deterministica della natura, secondo la quale sono solo le leggi fisiche a dettare i comportamenti umani;
- l'interpretazione indeterministica, per cui ogni evento è prodotto dal caso, e le scelte individuali sarebbero il risultato di questi processi casuali.[23]

Per via di una tale impostazione filosofica veniva a porsi il problema, di natura non solo morale ma anche giuridica, se l'uomo fosse ancora da considerarsi eticamente responsabile delle sue azioni.
Contro questo modo riduzionistico di considerare l'essere umano, tuttavia, ha preso posizione il filosofo della scienza Karl Raimund Popper, che attaccando il cosiddetto determinismo genetico, il neodarwinismo, e la sociobiologia, ha affermato l'autonomia della mente e la sua azione causale nei confronti del cervello e delle sue componenti genetiche. Popper si considera dualista ma non alla maniera di Cartesio, sostenendo che tra i fenomeni mentali e quelli fisici permane una forte dose di incertezza che garantisce l'esistenza del libero arbitrio.

### Epifenomenismo
L'epifenomenismo ha rappresentato un ulteriore tentativo di sfiducia nei confronti del libero arbitrio umano. Il biologo e pensatore inglese Thomas Henry Huxley ipotizzò nell'Ottocento che tutti i pensieri coscienti siano un fenomeno secondario, senza alcun potere causale, che accompagnano i processi fondamentali nel sistema nervoso dell'uomo. Il concetto di epifenomeno, appartenente all'ambito del materialismo psicofisico, attribuisce un'origine somatica a tutte le forme di emozione, per cui il sentimento di piacere o dolore sarebbe l'effetto di un cambiamento a livello puramente corporeo o fisiologico.
Il flusso della coscienza, stando a queste argomentazioni, sarebbe un prodotto degli eventi, privo del potere di influire su di essi: a provocare le nostre azioni non sarebbe la coscienza, ritenuta appunto un epifenomeno, ma soltanto i processi fisici del cervello.

### Libero arbitrio come «fantasia morale»

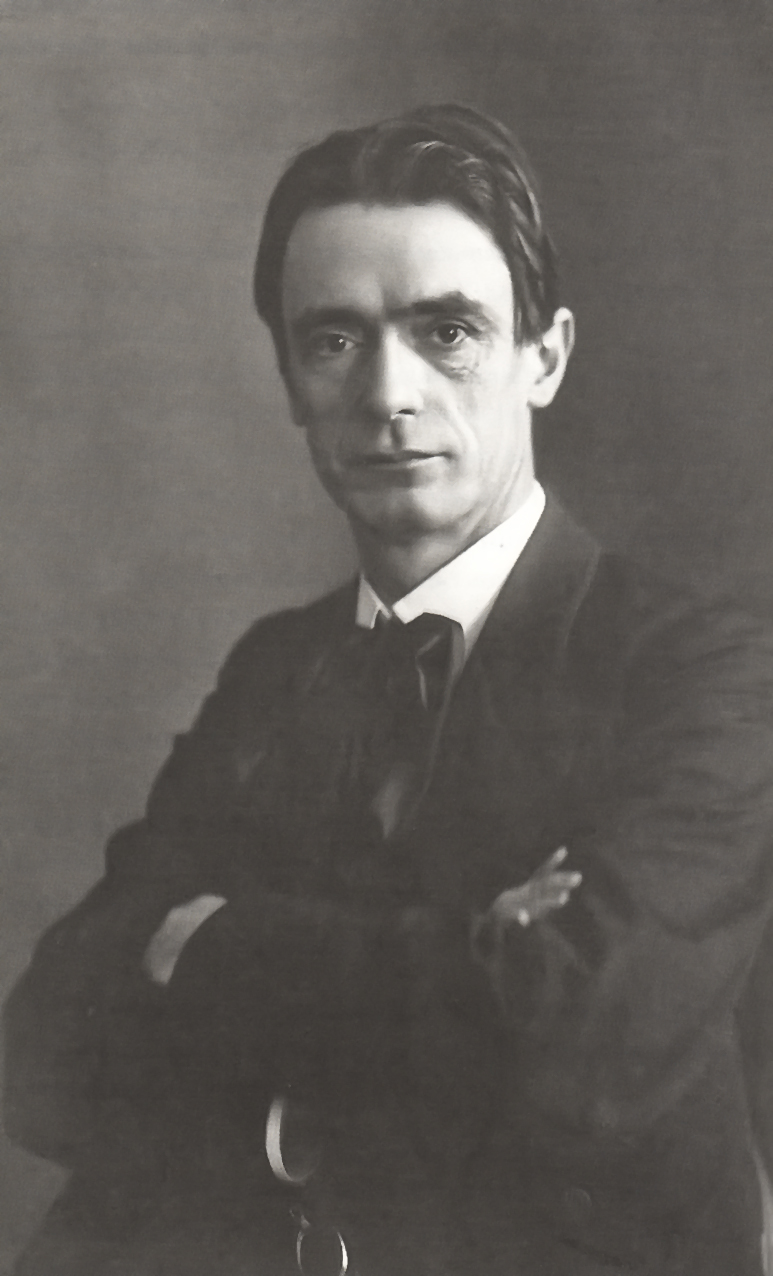
Steiner

Alle concezioni materialiste e fenomeniste della coscienza ha obiettato il filosofo ed esoterista Rudolf Steiner nel suo più completo scritto filosofico, La filosofia della libertà.
Per Steiner, il pensiero non deriva da processi cerebrali, sui quali piuttosto esso si imprime, ma può essere direttamente contemplato come un'entità in sé compiuta, «che si sorregge da sé». Quello che i fisiologi riduzionisti scambiano per il pensiero, in realtà non è che la sua controimmagine, come le orme lasciate da chi cammina su un terreno soffice. Ad esempio, il modo in cui il concetto di lampo viene connesso a quello di tuono non può essere determinato da processi fisiologici del cervello, ma soltanto da una connessione ideale inerente al contenuto stesso di quei concetti, che anzi induce l'attività organica del cervello a ritirarsi, per far posto a quella spirituale del pensiero.
Analogamente, per Steiner, quando l'uomo fa derivare i motivi del suo agire da un'intuizione ideale, allora è libero.
(R. Steiner, La filosofia della libertà [1894], trad. it., Fratelli Bocca Editori, Milano 1946, pag. 61)
Per Steiner non ha senso chiedersi se l'uomo tout court sia libero oppure no, perché egli in realtà è un essere in evoluzione, che «è chiamato allo spirito libero, come ogni germe di rosa è chiamato a divenire rosa». Steiner ha modo di obiettare a Schopenhauer che è assurdo giudicare non libera una volontà che sia determinata nel suo agire da un motivo o uno scopo preciso: la libertà è da intendere semmai come la capacità di determinare da sé, attraverso una propria facoltà chiamata da Steiner «fantasia morale», i motivi del proprio agire, non ricevendoli da altri.

### Fonti
- Agostino d'Ippona, De libero arbitrio (390-395)
- Erasmo da Rotterdam, Il libero arbitrio (testo integrale) – Martin Lutero, Il servo arbitrio (passi scelti), a cura di Roberto Jouvenal, Claudiana, Torino 1969. Terza edizione a cura di Fiorella De Michelis Pintacuda, 2004.
- Martin Lutero, Il servo arbitrio (1525), a cura di Fiorella De Michelis Pintacuda, Claudiana, Torino 1993.
- Rudolf Steiner, La filosofia della libertà (1894), trad. it. di Ugo Tommasini della terza edizione (1946), Milano, Fratelli Bocca Editori, 1997.

### Studi
- Mario De Caro, Il libero arbitrio: un'introduzione, Roma-Bari, Laterza, 2004.
- Mario De Caro, Massimo Mori ed Emidio Spinelli (a cura di), Libero arbitrio. Storia di una controversia filosofica, Roma, Carocci, 2014.
- Mario De Caro, A. Lavazza, G. Sartori, Siamo davvero liberi? Le neuroscienze e il mistero del libero arbitrio, Codice Edizioni, 2010, ISBN 978-8875781569
- David Eagleman, In incognito. La vita segreta della mente, Mondadori, 2012, ISBN 978-8804625247
- Andreas Eisenrauch, Der Einfall und die Freiheit. Lebensweltliche Indikatoren der Unfreiheit menschlichen Denkens, BoD, Norderstedt 2012. ISBN 978-3-8482-0487-8
- J. Lebacqz, Libre arbitre et jugement, Louvain 1960.
- C. Mazzantini, Il libero arbitrio in San Tommaso e Duns Scoto, Torino 1966.
- P. Siwek, La conscience du libre arbitre, Roma 1976.
- Y. Simon, Trattato del Libero Arbitrio, Roma 1963.
- Paolo Valori, Il libero arbitrio. Dio, l'uomo e la libertà, Rizzoli, 1987.
- Daniel M. Wegner, The Illusion of Conscious Will, MIT Press, 2002.